# 鳥羽市立神島中学校
鳥羽市立神島中学校（とばしりつかみしまちゅうがっこう）は、三重県鳥羽市にある公立中学校。伊勢湾口に浮かぶ神島にある。
1990年（平成2年）には31人が在籍していたが、2020年（令和2年）5月1日現在の生徒数は11人になっている。

## 概要
校地は神島の南部に位置し、集落のある北部からは離れている。旧校舎は神島小学校と並んで建っており、体育館 とグラウンドを共有していた。鳥羽市は校舎の耐震化が必要との考えから、2014年（平成26年）度に小学校と複合化することを検討、2017年4月に標高21mの現在地に木造2階建ての神島小学校と一体化した新校舎に移転した。
武力攻撃事態等における国民の保護のための措置に関する法律（国民保護法）に基づく避難施設に指定されている。校舎の標高は11mであり、南海トラフで地震が発生した場合、付近の海岸には27mの津波が押し寄せることが想定されているため、山林を切り開いて標高40mのところに避難場所が整備された。
離島にあり鳥羽本土から約16km離れていることから、教員は島内の教員住宅で暮らしながら指導にあたる。そのため、離任の時には島民による鳥羽市営定期船神島桟橋での紙テープを使った見送りが行われるのが恒例となっている。

## 沿革

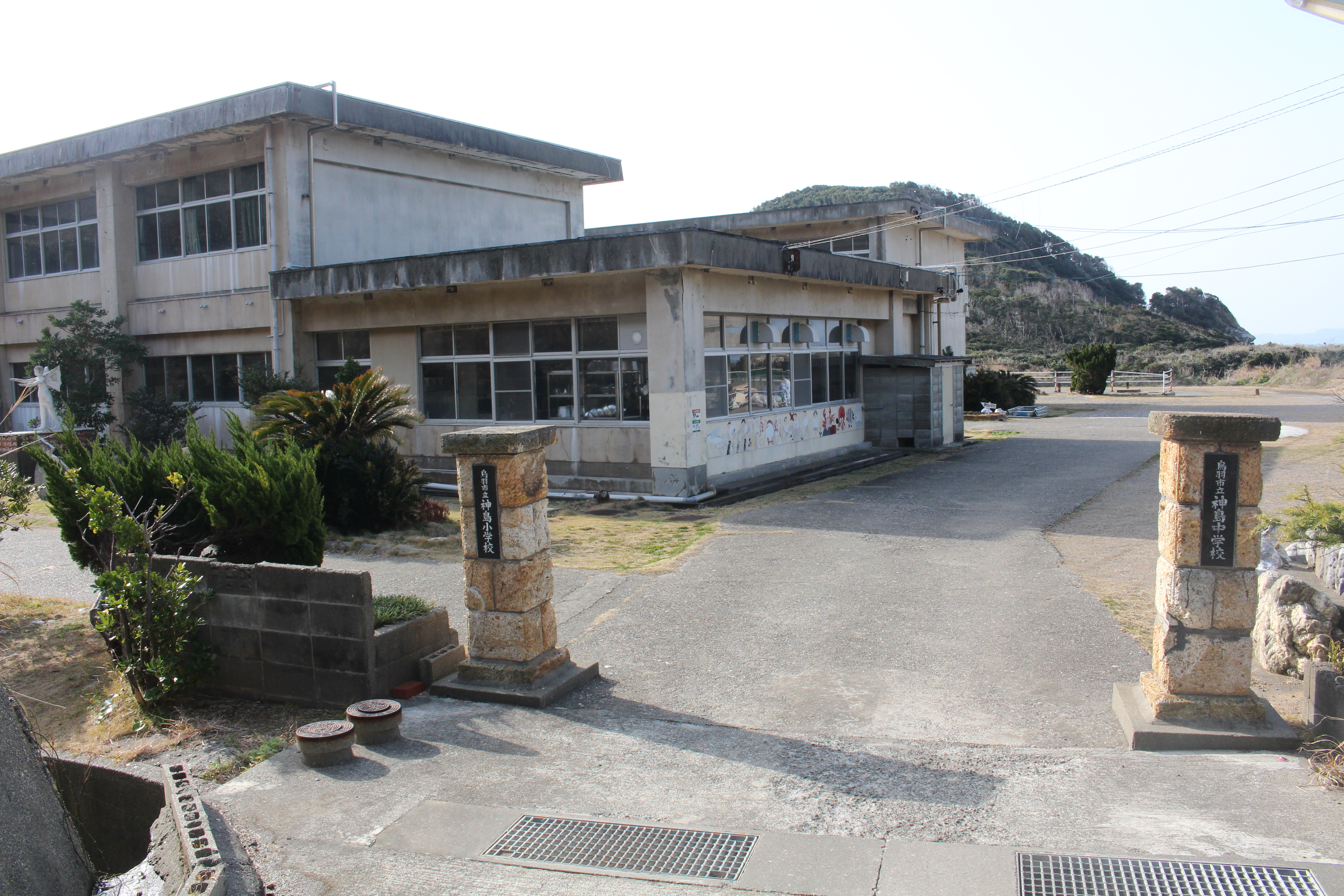
神島中学校と神島小学校の正門

- 1947年（昭和22年）5月5日 - 神島村立神島中学校として開校[10]。
- 1949年（昭和24年）
  - 6月15日 - 新校舎が落成、この日を創立記念日とする[10]。
  - 7月1日 - 新校舎へ移転[11]。
- 1953年（昭和28年）6月 - 3tの漁業実習船を建造[12]
- 1954年（昭和29年）11月1日 - 市町村合併により、鳥羽市立神島中学校に改称[10]。
- 1961年（昭和36年） - 自家発電設備が完成[13]。
- 1970年（昭和45年）10月31日 - 2階建の鉄筋新校舎が完成し、神島小学校とともに移転、落成式を挙行[13][14]。
- 1983年（昭和58年） - 神島小・中学校給食室が完成[15]。
- 1985年（昭和60年）3月27日 - 神島小・中学校体育館の新築落成式を挙行[4]。
- 2000年（平成12年）7月27日 - 週休2日制導入を前に、三重大学・神島小学校・地域と連携して「かみしま潮騒太鼓」を作り、「かみしま潮騒太鼓を育てる会」を創立[16]。
- 2011年（平成23年）5月16日 - 鳥羽市立答志中学校1年生が神島に来島、交流会を行う[17]。
- 2017年（平成29年）4月 - 鳥羽市立神島小学校と統合する。それに伴い新校舎が建てられる[6]。

## 学区
鳥羽市立神島小学校の学区と一致する。
- 神島町

## 部活動
かつてはバレーボール部があり、何度か三重県大会に出場したが、現在は卓球部のみである。陸上競技部はないが、陸上競技大会へ出場している。

## 交通
- 鳥羽市営定期船神島桟橋より徒歩約17分（約1.4km）。

## 周辺
- 鳥羽市立神島小学校
- カルスト地形
- ニワの浜
- 古里の浜